# C. H. Manders
C. H. Manders war ein Montagewerk für Kraftfahrzeuge und damit Teil der Automobilindustrie in Irland.

## Unternehmensgeschichte
Charlie Manders gründete das Unternehmen im Sommer 1937 als Nachfolgegesellschaft von Irish Exporters & Importers. Am 17. Juli 1937 machte er die Änderung über die Presse bekannt. Die Adresse in Dublin änderte sich nicht. Sein früherer Partner R. Briscoe sowie C. Crowley wurden Direktoren. Die Montage von Automobilen wurde fortgesetzt. Die Teile kamen hauptsächlich weiterhin von den Adlerwerken aus Deutschland. 1937 kam Nash und 1938 Chevrolet dazu. Im Januar 1938 gab es Pläne für ein Werk im County Tipperary, die jedoch nicht umgesetzt wurden.
Nach 1939 verliert sich die Spur des Unternehmens. Nach Ende des Zweiten Weltkriegs setzte Motor Distributors die Montage von Nash-Wagen fort.

## Fahrzeuge
Das Unternehmen stellte den Adler Trumpf und den Adler Trumpf Junior her. Beide Modelle wurden auch bei Autorennen eingesetzt.
Es ist nicht bekannt, welches Nash-Modell gefertigt wurde.
Von Chevrolet ist das Modell Standard Sedan überliefert.

## Produktionszahlen
1937 wurden in Irland 78 Adler zugelassen, wovon ein Teil auf die Vorgängergesellschaft entfällt. 1938 waren es 58 Fahrzeuge. Zahlen für 1939 sind nicht bekannt.
1937 entstanden vier Nash und 1938 und 1939 jeweils weniger als zehn.
1938 wurden zehn Chevrolet gefertigt.